# Дракула (Marvel Comics)
Дракула (англ. Dracula) так же известен как Алукард (англ. Alucard), Дрэйк (англ. Drake) — персонаж, суперзлодей комиксов издательства Marvel Comics. Дракула из комиксов основан на одноимённом персонаже романа Брэма Стокера, который, в свою очередь, в качестве прототипа использовал реальное историческое лицо, господаря Валахии Влада III Цепеша. Дебют Дракулы в Marvel Comics состоялся в первом выпуске комикса Tomb of Dracula («Могила Дракулы», апрель 1972 года), его авторами были Джерри Конвей и Джин Колан.
Изначально комиксы о Дракуле представляли собой развитие сюжета романа Брэма Стокера, действие переносилось из Викторианской эпохи в XX век. Вампиру Дракуле противостояли потомки героев Стокера, Абрахама Ван Хелсинга, Джонатана и Мины Харкер, затем появлялись новые охотники на вампиров, наиболее известным из которых стал Блэйд. Позднее авторы связали Дракулу с основной вселенной Marvel, в результате чего он стал появляться в комиксах в качестве противника различных супергероев.
Дракула появился в нескольких экранизациях комиксов издательства, среди которых полнометражный аниме-фильм «Дракула: Правитель обречённых» (1980) и художественный фильм «Блэйд: Троица» (2004), в котором его роль исполнил Доминик Пёрселл.

## История публикаций
В 1940-х и в начале 1950-х годов комиксы на вампирскую тематику были довольно популярны. В 1954 году Американской ассоциацией издателей комиксов был принят свод правил, направленных на искоренение жестокости и насилия, захлестнувших комиксы в начале 1950-х. Под запрет попали любые элементы хоррора, в том числе сверхъестественные чудовища, такие как вампиры, зомби и оборотни. Выпуск отдельных комиксов в жанре ужасов продолжался в виде чёрно-белых журналов, на которые цензура не распространялась.
В 1971 году запрет был частично снят. Разрешалось изображение сверхъестественных существ в традициях классических произведений готической литературы. Первое появление вампира на страницах комиксов Marvel произошло в октябре 1971 года, когда в The Amazing Spider-Man №101 был введён персонаж Морбиус. В октябре 1972 года вышел первый выпуск комикса Tomb of Dracula, в котором состоялся дебют Дракулы в комиксах Marvel. В десятом номере того же комикса впервые появился персонаж Блэйд, заклятый враг Дракулы и всех вампиров, который позже получил несколько собственных серий и наряду с Морбиусом часто появлялся в комиксах других серий вселенной Marvel. Всего с 1972 по 1979 годы вышло 70 номеров комикса Tomb of Dracula. Над серией работали сценарист Марв Волфмен, художник Джин Колан и колорист Том Палмер.
В начале 1980-х годов сценаристы стали использовать Дракулу в качестве противника для различных супергероев. С ним сражались Защитники в The Defenders №95 (1981) и Люди Икс в Uncanny X-Men Annual №6 (1982). В 1991 году Epic Comics, импринт Marvel, выпустил новую мини-серию Tomb of Dracula, над которой вновь работали Волфмен и Колан. В 1990-е годы Дракула часто появлялся в сериях Nightstalkers и Blade, посвящённых охотникам на вампиров.
В 2006 году вышла мини-серия X-Men: Apocalypse vs. Dracula, в которой против Дракулы сражался один из суперзлодеев серии о Людях Икс, Апокалипсис. Действие комикса разворачивалось в Викторианской Англии. Дракула стал одним из главных противников британских супергероев в серии Captain Britain and MI13 (Капитан Британия и МИ-13), выходившей в 2008 и 2009 годах. Ему же отведена важная роль в сюжетной арке Curse of the Mutants серии о Людях Икс (2010—2011 годы).

## Биография
Влад Дракула родился в 1430 году в семье трансильванского аристократа, после смерти отца унаследовал престол Валахии и Трансильвании. Он был трижды женат и имел трёх детей. Дракула вёл постоянные войны с турками и в 1459 году в сражении с ними был тяжело ранен. Турецкий полководец пожелал сохранить поверженному сопернику жизнь и отправил его к цыганке-знахарке, которая в действительности была вампиром. Она обратила Дракулу в одного из себе подобных. Ставший вампиром Дракула узнал, что его превращение произошло по воле древнего вампира по имени Варнаэ, который давно подыскивал себе преемника в качестве повелителя вампиров и нашёл его в трансильванском правителе. Он заставил Дракулу выпить свою кровь, тем самым передав ему все свои силы и власть над вампирами.
Дракула вернул себе родовой замок и обратил в вампиров несколько женщин, сделав их своими жёнами. В последующие века он много путешествовал по Европе (Испании, Германии, Франции, Швейцарии, Австрии), побывал в США, везде приобретая новых врагов и создавая новых вампиров. В конце XIX века Дракула в Англии столкнулся с Абрахамом Ван Хелсингом и Джонатаном Харкером, о событиях этого столкновения рассказывает роман Брэма Стокера, который также присутствует в вымышленной вселенной. Позже Дракула превратил в вампиров членов культа Аккаба, поклонявшихся древнему мутанту Апокалипсису. Возродившийся Апокалипсис с помощью Ван Хелсинга победил Дракулу, но повелителю вампиров удалось выжить.
В XX веке многочисленные герои пытались покончить с Дракулой. В их числе были потомки Ван Хелсинга и Харкера, наполовину вампир Блэйд, вампир-детектив Ганнибал Кинг и потомок самого повелителя вампиров, Фрэнк Дрейк. В эпоху супергероев Дракула стал одним из наиболее могущественных суперзлодеев Земли. Его противниками в этот период были Серебряный Сёрфер, Люди Икс и Доктор Стрэндж, который с помощью древней магической формулы уничтожил всех вампиров. Однако Дракула был впоследствии воскрешён демоном Асмодеем.
В начале XXI века Дракула собрал армию вампиров в своём убежище на Луне, чтобы с её помощью завоевать Великобританию. Он договорился с Доктором Думом, что он и другие Заговорщики не станут мешать его планам. Затем Дракула начал полномасштабную атаку на МИ-13, британскую организацию супергероев. Однако ему сумели дать отпор Пит Виздом, Чёрный рыцарь и Фаиза Хуссейн, которая убила Дракулу легендарным мечом Экскалибур.
В сюжетной арке Curse of the Mutants («Проклятье мутантов», 2010) Дракулу воскресили Люди Икс, которым понадобилась его помощь в борьбе с новым лордом вампиров и сыном Дракулы, Ксарусом. Хотя Дракула отверг предложение мутантов, он самостоятельно восстановил власть над вампирами и собственноручно убил Ксаруса, после чего вернул заражённую вампиризмом Джубили Людям Икс.

## Силы и способности
Дракула приобрел силы вампира от укуса вампирши Лианды и получил дополнительную силу от Варны. Дракула обладает гораздо большими способностями, чем большинство вампиров. Он сверхчеловечески силен (до такой степени, что стоит на ногах и побеждает Колосса в одиночном бою), а также обладает сверхчеловеческой скоростью, выносливостью, рефлексами и трансвекцией. Он невосприимчив к старению, обычным заболеваниям, болезням и большинству видов травм. Он не может быть убит или навсегда ранен обычными средствами.
Он не подвержен влиянию большинства нападений и благодаря своему исцеляющему фактору может быстро восстановить поврежденную ткань. Дракула может манипулировать умами других и командовать животными, такими как грызуны, летучие мыши и волки по собственной воле. За ограниченным исключением он может управлять другими вампирами. У него есть способность мысленно контролировать жертв, которых он укусил и может ментально-контролировать кого-либо своим взглядом.
Он способен превращаться в волка, сохраняя свой интеллект и в тумане или превратиться в туман (частично или полностью) — и обладает способностью к контролю над погодой, например вызывая электрические бури. Как некоторые вампиры в других художественных произведениях, Дракула не отражается в зеркале. Его способности были значительно усилены, а его недостатки обошли магические источники, такие как заклинания книги Даркхолд.
Дракула имеет зависимость от приема свежей крови для поддержания своего существования и неспособности выдержать прямой солнечный свет. Он падает в коматозное состояние в дневное время и должен проводить много времени в контакте со своей родной почвой. У него есть уязвимость для чеснока, присутствия религиозных символов (которыми обладает тот, кто верит в его духовный смысл), и может быть убит обезглавливанием, деревянным колом через сердце или лезвиями из Титана. Он также может быть уничтожен заклинанием книги Даркхолд, известным как Формула Монтеси.
Дракула — опытный рукопашный боец и фехтовальщик с многовековым опытом, специализирующимся на войне XV века и милитаристской стратегии. У него одарённый интеллект, и он учился у репетиторов в юности в Трансильвании.

## Другие версии
В середине 1970-х Рой Томас и Дик Джордано создали сериализованную адаптацию оригинального романа Брэма Стокера, опубликованного на 10-12 страницах в короткоживущей серии Dracula Lives!
После отмены Dracula Lives!, дополнительный взнос в адаптацию появился в Marvel Preview #8 («Легион монстров»), в общей сложности 76 страниц, содержащих примерно одну треть романа. После тридцатилетнего перерыва Marvel заказал у Томаса и Джордано окончание адаптации, и запустить переизданный и новый материалы в качестве четырёхсерийной серии Stoker’s Dracula (октябрь 2004 — май 2005).
Вся адаптация была собрана в Marvel Illustrated в 2010 году.

### Ultimate Marvel
Во Вселенной Ultimate Marvel Влад III Дракула является братом Вампира, известного как Морбиус и прямым предком Доктора Дума.

### Mutant X
В версии Mutant X Дракуле удалось превратить Шторм в вампира. После поражения Дракулы он был заключен в Убежище, заключенный в гроб. Мародеры освободили Дракулу. Дракула продолжал убивать, пока его не убила Шторм.

## Вне комиксов

### Телевидение
- Дракула появился в мультсериале «Женщина-паук» в серии «Месть Дракулы» в 1979 году.
- В 1983 году он появился в мультсериале «Человек-паук и его удивительные друзья» в серии «Трансильванская связь» (A.K.A. «Невеста Дракулы»). Озвучен Стэнли Джонсом.
- В 2010 году Дракула появился в мультсериале «Супергеройский отряд» в сериях «Super Man Squad Show» «This Man-Thing, This Monster!» одной из которых он вместе с Ожившей мумией противостоит Железному человеку, Лешему и Ночному оборотню. Озвучен Дэйвом Ботом.
- Вместе с Блэйдом появился в мультсериале Совершенный Человек-паук в серии Блэйд и Ревущие коммандос.[10] Озвучен Кори Бертом. Он планирует получить части Анкха Техаментепа и присоединиться к ним вместе, чтобы он не пострадал от слабостей вампиров. Дракула прибывает в Музей естественной истории после того, как Человек-паук удаляет анкеры Текаментепа из своего маскирующего щита. Он задействует команду Blade и Spider-Man в битве, где атака манёвра сверхновой Nova не сработала. Он даже пытался укусить Неуязвимого Человека только для того, чтобы обнаружить его неуязвимость, которая привела к тому, что Дракула использовал свой ментал-контроль над Неуязвимым Человеком, чтобы контролировать его, атакуя Клинок и остальную команду Блэйда. Затем ум Дракулы контролирует остальную команду Человека-паука, которая не работает на Человека-паука, так как он имел отражающую линзу в своей маске. Видя, как они находятся в Гербарии, Человек-паук активирует УФ-лампы, которые вредят Дракуле, пока загипнотизированные товарищи по команде Человека-паука не отвлекли Дракулу от музея. Дракула позже появляется с загипнотизированной командой Человека-паука, когда они прибывают на Геликарриер, чтобы получить Анк. Человек-паук пытается сразиться с Дракулой когда пытается схватить Анха, поскольку Человеку-пауку помогает Монстр Франкенштейна. Дракуле удается превратиться в Анк Текаментепа, так как Ночной оборотень утверждает, что Дракула активировал Анкен Текаментепа на рассвете. Используя Monster Truck, Человек-паук, Блэйд и Ревущие коммандос, отправляйтесь в Трансильванию, чтобы встретиться с Дракулой. Человек-паук, клинок и ревущие коммандос входят в замок Дракулы, где Дракула развязывает им миньонов. Когда они сталкиваются с Дракулой, Ревущие Коммандос борются за то, чтобы Дракула не активировал Анк, а Человек-Паук освобождает свою команду. Когда Дракула готовится присоединиться к кускам Анка Текаментепа, Человек-паук выхватывает Анк из рук Дракулы с помощью монстра Франкенштейна, когда поднимается солнце. Это заставляет Дракулу отступить, в то время как Н’Канту планирует использовать Анкк Текаментепа, чтобы восстановить жизнь.
- В 2013 году появляется в мультсериале «Мстители, общий сбор!»[11] и сражается со Мстителями, которых возглавляет Железный человек. Озвучен Кори Бертоном. Дракула был непростым союзником Капитана Америки ещё во Второй мировой войне, когда Гидра вторглась в Трансильванию. В серии "Протокол Мстителей" часть 2, Дракула видит получение голографического сообщения от Красного Черепа, чтобы присоединиться к его Кабалу. В серии "Кровная месть" Дракула превратил Чёрную вдову (которая следовала примеру Красного Черепа в Трансильвании) в вампира (хотя и не полный вампир) и отправил её с группой вампиров, чтобы проникнуть в Старк Тауэр, где они атакуют Мстители. После того, как вампиры пострадали от ультрафиолетовых лучей, а Капитан Америка разоблачил замаскированную Чёрную вдову, Дракула говорит через неё где он предлагает ей жизнь в обмен на жизнь Капитана Америки. Капитан Америка предполагает, что Мстители должны отправиться в Трансильванию, чтобы найти вампира, который её преобразил. Дракула позже говорит с Красным Черепом, заявляя, что Мстители приближаются к Трансильвании, поскольку Красный Череп утверждает, что Дракула получит то, что ему было отказано в течение тысяч лет. Когда Мстители приземлятся в Трансильвании, Дракула приезжает, чтобы посмотреть, согласится ли Капитан Америка на их условия. Затем Дракула развязывает своих приспешников-вампиров на Мстителей, когда он делает с Чёрной вдовой. Капитан Америка приводит Соколиного Глаза и Сокола в проникновение в замок Дракулы. Когда Сокол и Соколиный глаз находят Чёрную вдову и дерутся с Дракулой, Капитан Америка сдаётся, чтобы Дракула мог получить то, что он хочет. Дракула утверждает, что его новым врагом является человечество, поскольку они угрожают его королевству. Дракула утверждает, что он может получить сыворотку Суперсолдата от крови Капитана Америки и получить достаточную мощность для уничтожения Гидры и любого, кто попадает ему на пути. Пока вампирский халк атакует Мстителей, Халкидированный Дракула хватается за Капитана Америку, пока кровь Халка не доказывает слишком много для Дракулы, поскольку гамма-излучение похоже на солнечный свет. После того, как Халк возвращается в норму, Дракула удивлен, что Халк очистился, возвратившись к нормальной жизни. Дракула уходит, когда его замок разрушается, а Железный человек использует синтезированную версию крови Халка, чтобы восстановить Чёрную Вдову в норму. Рекуперативный Дракула встречается с Красным Черепом, где Красный Череп хочет, чтобы Дракула присоединился к Кабалу, когда он слушает предложение Красного Черепа отомстить Мстителям и снова попытаться получить сыпь Супер Солдата в крови Капитана Америки. В серии «Принесите плохих парней» Дракула, как было показано, испытывает отвращение от привычек Аттума в еде в то время, когда Красный Череп объявлял о своих планах по расширению сотрудничества Кабала. Когда Аттума навредил пленному Капитану Америки, Дракула отбросил его в сторону, так как он все ещё хочет крови Капитана Америки. Во время битвы с Мстителями Дракула сражался с Тором в космосе, пока Красный Череп не отступил. В заключительной сцене Дракула присутствовал с Кабалом, когда Красный Череп освободил Гипериона из своей камеры (красный Череп украл у Щ. И.Т.а Три-Карриер) и пригласил его в Кабал. В эпизоде "Посол" Дракула присоединяется к «Кабалу», атакуя «Доктора Дума» в Организации Объединённых Наций. Во время его нападения на Доктора Дум и под землей Капитана Америки Дракула пытался получить кровь Капитана Америки только для того, чтобы напасть на Доктора Дума. Тор приходит и снова сражается с Дракулой. После того, как Капитан Америка получает «Доктора Дума» в Башню Мстителей, Дракулу и остальные отступления Кабала. В эпизоде "Исход" Дракула был с Кабалом, когда он пришел, чтобы сразиться с Мстителями возле устройства, управляемого силой Тессеракта. Когда Красный Череп использует устройство для открытия портала в разных мирах, Дракуле был назначен мир, где нет солнечного света. Когда Железный человек использовал одно из своих устройств с дистанционным управлением, чтобы показать, что устройство будет иметь портал, разрушающий членов Кабала, Дракула был потрясен этим открытием. В серии "Финальная демонстрация" Дракула присоединяется к Кабалу, помогая Мстителям сражаться с Космическим Черепом. Когда Красный Череп сбит, Дракула планировал превратить Красного Черепа в своего слугу, чтобы его остановил Капитан Америка. После того, как Красный Череп и Тессеракт исчезают в портале(на самом деле попали к Таносу), Дракула и другие члены Кабалы уходят. Дракула больше не будет возвращаться в Мстителях: Революция Альтрона.[12]
- Дракула появляется в мультсериале Халк и агенты У.Д.А.Р. в серии «Дни будущего будущего: Дракула», озвучен Кори Бертон. Когда Халк следует за Лидером в Лондоне в 1890 году во время Викторианской эпохи, Лидер планирует объединиться с Дракулой, поскольку его поезд начинает приближаться к Халку и Лидеру, Дракула даже думал, что Халк — это ещё одно из творений доктора Франкенштейна, когда он развязывает ему вампиров. Лидер убеждает Дракулу не кусать его взамен, что он предоставит ему способ, которым солнце не будет вредить ему. Подружившись с монстром Франкенштейна, Халк обнаруживает, что Дракула попал в ловушку оборотня к ночному деду и Н’Канту, живущей мумии, которая не будет служить Дракуле. Лидер создает Гамма-печь, которая будет покрывать Землю в темноте, чтобы Дракула процветал. Когда Халк, Монстр Фракенштейна, Оборотень от деда Норы и Н’Канту прибывают, Дракула гипнотизирует Лидера для активизации Гамма-печи. В то время как Дракула находится в своем поезд, Лидер активирует Гамма-печь там же и изобретает версию вампирского штамма, который затрагивает гамма-персонажей. Результатом превращения Халка в вампира является то, что вампиры захватили мир своей Гамма-печью и что вампир Халк уже покончил с Дракулой и Лидером. Когда Халк сжигает вирус, делая гром громко по направлению к небу, на Дракулу бросается солнечный свет, заставляя его исчезнуть в канализацию, чтобы избежать побега, и Лидер убежал в следующий период времени, где вампиры доминировали в настоящее время, переписываясь.

### Кино
В 1980 году вышел анимационный телефильм производства японской компании Toei «Могила Дракулы», основанный на одноимённом комиксе, однако сюжет был значительно изменён, многих персонажей создатели мультфильма вырезали. Мультфильм был показан в 1983 году на американском кабельном телевидении компанией Harmony Gold на английском языке и под названием «Дракула: Правитель обречённых».
В фильме 2004 года «Блэйд: Троица» Дракула, взявший новое имя — Дрэйк, является главным противником главного героя. Его роль исполнил актёр Доминик Пёрселл. Персонаж фильма очень сильно отличается от своего прообраза из комиксов, он предстаёт на экране более молодым и очень мускулистым. Его биография также претерпела изменения — в фильме Дракула — очень древний вампир, известный ещё во времена Вавилонского царства. В финале фильма Дракула был убит Блэйдом.

### Видеоигры
- Дракула появляется как злодейский персонаж в игре Marvel Super Hero Squad Online, был озвучен Дэйвом Ботом.
- Дракула появляется в игре Marvel: Avengers Alliance. Он появляется в миссии Spec-Ops 22.